# Ars est celare artem
Ars est celare artem (o ars celare artem) è una locuzione latina il cui significato letterale è «L'arte consiste nel celare l'arte». Esprime il concetto ideale secondo cui la vera arte richiede di dissimularne gli strumenti, piuttosto che ostentarli in un'espressione artistica affettata e forzata.
La frase è considerata paradigmatica della poetica di Tibullo, il quale, dietro un linguaggio semplice e chiaro, nascondeva un lavoro erudito e sottile.
La locuzione è spesso erroneamente attribuita a Ovidio, ma la sua origine è riconosciuta come medievale; è stata scelta come titolo di un'opera di Paolo D'Angelo e figura anche sulla copertina dell'album In no sense? Nonsense! degli Art of Noise.